# Estêvão Soares da Silva
Estêvão Soares da Silva C.R.S.A. (???? - 27 de agosto de 1228) foi um prelado português, arcebispo da Arquidiocese de Braga. Durante a sua prelazia, buscou a afirmação definitiva da primazia da Sé de Braga sobre todas as Hespanhas e envolveu-se numa contenda com o rei D. Afonso II de Portugal e com o seu sucessor, D. Sancho II, acerca do poder e das rendas da Igreja no norte de Portugal.

## Biografia
Dom Estêvão era o terceiro filho e único varão de Soeiro Pires da Silva, rico-homem e de sua mulher, Fruilhe Viegas de Lanhoso. Entrou na Ordem dos Cónegos Regrantes de Santo Agostinho no Mosteiro de Santa Cruz de Coimbra. Era mestre-escola na Diocese de Coimbra, quando o capítulo da Sé de Braga o elegeu arcebispo, em 1212.
No início de sua prelazia, teve que lidar com a insubordinação de alguns mosteiros e cabidos.
Participou do Quarto Concílio de Latrão, onde defendeu a primazia de Braga sobre as demais da Península Ibérica, em especial, sobre a Arquidiocese de Toledo. Todavia, o Papa Inocêncio III e seus sucessores não declararam qual seria a Sé Primacial. Mesmo o Papa Honório III encaminhou breves a cada uma das arquidioceses exigindo o silêncio perpétuo sobre o assunto, reservando às partes a posse e prerrogativas da primazia.
Em 1219, o rei Fernando III de Castela doou à arquidiocese, ao arcebispo e ao cabido da Sé o Couto de Ervededo. Nessa mesma época, foi nomeado legado a latere do Papa Honório III.

## Conflito com Afonso II e Sancho II
O início dos conflitos da arquidiocese com a Coroa remontam ao ano de 1219, ainda durante o reinado de Afonso II. Em agosto de 1220, Afonso promove no território do arcebispado a primeira de numerosas inquirições, atingindo o arcebispo na sua área de influência eclesiástica. Este processo visava robustecer os direitos reais, principalmente no norte arquiepiscopal, segmento do reino que Afonso não controlava plenamente e que há quase dois séculos era palco de um processo senhorializador, usufruindo de benefícios como isenções fiscais. Afonso II procurou minar o poder clerical dentro do país e aplicar parte das receitas das igrejas em propósitos de utilidade nacional. Essa situação era fruto ainda dos acordos de Afonso I de Portugal com a Igreja para consolidar a independência do reino de Portugal.
Assiste-se então a uma violenta disputa, que envolve a destruição dos bens do arcebispo perpetrada pelos cavaleiros de Coimbra e de Guimarães, vassalos do rei e que forçará Estêvão Soares ao exílio, lançando o rei na excomunhão e o reino em interdito. O Papa Honório III pede ajuda ao rei de Leão, Afonso IX, tendo já enviado uma série de missivas a prelados desse reino e do de Castela, para conseguir apoio em favor de Estêvão Soares. Nota-se, nas palavras de Hermenegildo Fernandes, que a lisonja utilizada em referência ao monarca Leonês serve evidentes desígnios políticos papais, deixando pairar a legitimidade ou pelo menos a promessa de um silêncio cúmplice por parte do pontífice, no caso de uma intervenção leonesa em território português. Ameaça ainda Afonso II de invalidar o seu reino, tornando-o assim vulnerável a conquistas por outros reis católicos.
De facto, com o acordo assinado em mês incerto de 1223, Sancho fizera a paz com Estêvão Soares, tanto mais que este não defende o Bispo do Porto, D. Martinho Rodrigues, na sua contenda com o mesmo, e deixa ainda, em testamento em 1228, 1000 maravedis ao rei, que este ainda lhe devia dos 6000 que se obrigara a pagar no acordo de cinco anos anterior.

## Fim da vida
Após o acordo, D. Estêvão Soares acompanha D. Sancho nas batalhas e conquistas contra os mouros no sul, em especial na tomada de Elvas, com dinheiro e pessoal.
Pouco antes de falecer, fez redigir um testamento deixando todos os seus bens para a Igreja.
Veio a falecer em 27 de agosto de 1228, na vila de Trancoso, sendo depois sepultado na Sé de Braga.

## Ligação externa
- «GCatholic» (em inglês)
- «Catholic Hierarchy» (em inglês)